# سفارة روسيا في لوكسمبورغ
سفارة روسيا في لوكسمبورغ هي أرفع تمثيل دبلوماسي لدولة روسيا لدى لوكسمبورغ. تقع السفارة في وهي تهدف لتعزيز المصالح الروسية في لوكسمبورغ.

## وصلات خارجية
- قائمة سفارات روسيا
- قائمة السفارات في لوكسمبورغ